# 崇明環島運河
崇明環島運河又名崇明環島河，是中華人民共和國上海市崇明島上的一條環島運河，由北橫引河、南橫引河和團旺河組成。全长179千米。水面积109.42平方千米。